# 中村雄太
中村 雄太（なかむら　ゆうた、2002年7月12日 - ）は、奈良県出身の、日本の柔道家。階級は100kg超級。身長184cm。体重125kg。組み手は右組み。得意技は体落。

## 経歴
柔道はあすなろクラブで始めた。八木中学3年の時に全国中学校柔道大会90kg超級の3回戦で敗れた。東海大仰星高校へ進むと、1年の時に全国高校選手権無差別で5位になった。2021年に東海大学へ進学すると、1年の時に全日本ジュニアで優勝した。グランプリ・オディヴェーラスでは2回戦で元世界2位のアゼルバイジャンのウシャンギ・コカウリを大内刈で破るなどして決勝まで進むも、韓国のキム・ミンジョンに肩車で敗れて2位だった。2年の時には世界ジュニアに出場すると、準々決勝でジュニアの世界ランキング1位であるウズベキスタンのイスロムベク・ラブシャンクロフを技あり、その後の決勝でキューバのクルス・レオン・オマルを内股でそれぞれ破って優勝した。団体戦では準決勝のフランス戦のみに出場すると、100kg級で優勝したケニー・リベズを縦四方固で破ってチームの優勝に貢献した。3年の時には体重別の決勝で旭化成の太田彪雅に隅落で敗れて2位だった。優勝大会では決勝の国士舘大学戦で斉藤立に反則負けを喫して、チームの7連覇はならなかった。ワールドユニバーシティゲームズでは決勝でキム・ミンジョンに合技で敗れて2位だった。3点先取による方式で争われた団体戦では優勝したが、初戦から決勝まで前の選手が勝利を決めたことで一度も出番がなかった。グランプリ・オディベーラスでは2回戦でキム・ミンジョンに反則負けを喫した。4年の時には優勝大会で優勝した。学生体重別でも優勝した。体重別団体でも優勝した。講道館杯では準々決勝で大学の10年先輩である旭化成の王子谷剛志と対戦すると、場外に押し出されたことで王子谷に指導が与えらて反則勝ちを収めた。その後、決勝では日本製鉄の木元拓人を技ありで破って今大会初優勝を飾った。グランドスラム・東京では準決勝で旭化成の中野寛太に技ありで敗れて3位だった。グランドスラム・パリでは準々決勝でIJF名義で出場したロシアのイナル・タソエフに大内返で敗れるも、その後の敗者復活戦を勝ち上がって3位になった。2025年からは旭化成の所属となった。体重別では決勝で会社の先輩となった太田彪雅に反則負けを喫して2位だった。続くアジア選手権では準々決勝でパリオリンピック銅メダリストであるタジキスタンのテムール・ラヒモフに技ありで敗れると、その後の3位決定戦でもキム・ミンジョンに反則負けを喫して5位だった。団体戦では優勝した。6月の実業団体では決勝のパーク24戦で81㎏級の小原拳哉を横四方固で破ると、チームも優勝した。7月のワールドユニバーシティゲームズでは決勝でジョージアのサバ・イナネイシビリを体落で破って優勝した。団体戦では決勝のフランス戦で一本勝ちするなど全勝して、チームの優勝に貢献した。
IJF世界ランキングは1190ポイント獲得で28位(25/7/20現在)。

## 戦績
- 2019年 -　全国高校選手権　個人戦　無差別　5位　団体戦　5位
- 2019年 -　全日本カデ　3位(90kg超級)
- 2019年 -　インターハイ　5位
- 2019年 -　全日本ジュニア　3位
- 2019年 -　ポーランドジュニア国際　優勝
- 2021年 -　学生体重別　3位
- 2021年 -　全日本ジュニア　優勝
- 2022年 -　グランプリ・オディヴェーラス　2位
- 2022年 -　世界ジュニア 個人戦　優勝　団体戦　優勝
- 2023年 - 体重別　2位
- 2023年 -　優勝大会 2位
- 2023年 -　ワールドユニバーシティゲームズ　個人戦　2位　団体戦　優勝
- 2024年 - 優勝大会　優勝
- 2024年 -　学生体重別　優勝
- 2024年 -　体重別団体　優勝
- 2024年 - 講道館杯　優勝
- 2024年 - グランドスラム・東京　3位
- 2025年 - グランドスラム・パリ　3位
- 2025年 - 体重別　2位
- 2025年 - アジア選手権 個人戦　5位　団体戦　優勝
- 2025年 - 実業団体 優勝
- 2025年 - ワールドユニバーシティゲームズ　個人戦　優勝　団体戦　優勝

(出典、JudoInside.com)